# دوغلاس لوسون
دوغلاس لوسون (بالإنجليزية: Douglas Lawson)‏ هو مدير فني أمريكي، (ولد في وينتشتر ‏ في الولايات المتحدة 1890  م).